# Llano de San Diego
Llano de San Diego är en ort i Mexiko, tillhörande kommunen Ixtapan de la Sal i delstaten Mexiko. Orten hade 287 invånare vid folkräkningen 2010.